# Татарский бифштекс
Татарский бифштекс (бифштекс по-татарски, стейк тартар) — блюдо из сырого говяжьего мяса.

## История
В Европе распространена легенда, что татарский бифштекс происходит от татар или славян, называвшихся татарами. Подобную легенду упоминает, например, французский военный инженер-картограф Гийом де Боплан, который в середине XVII столетия долгое время трудился на территории Речи Посполитой на польской службе. По его рассказам, казаки войска запорожского вырезали крепкие куски лошадиного филе толщиной 1—2 пальца и, сильно посолив с одного бока, чтобы вызвать интенсивное выделение крови, вкладывали их под сёдла на спины своих коней; после двух часов езды в темпе маршевого перехода мясо снималось, удалялась кровавая пена с одного бока, и все операции повторялись со вторым боком филея, после чего татарский бифштекс считался готовым к употреблению.
Ещё раньше эта легенда встречается у Роберта Бертона в его «Анатомии меланхолии».
По мнению Джона Бьюри, приготовленное таким образом мясо было бы несъедобным.
Современный татарский бифштекс появился в США. Затем он попал в Европу, где стал подаваться во французских ресторанах под названием «бифштекс по-американски» (фр. steack à l’Americaine). При этом он часто подавался с соусом тартар, отчего со временем и был прозван татарский бифштекс. Таким образом, стейк тартар не связан с татарской кухней.
В наше время татарский бифштекс широко распространился в Европе. В различных вариациях он присутствует в Бельгии (filet américain (préparé)), Чехии и Словакии (tatarský biftek), Финляндии (tartarpihvi), Швеции (råbiff), Дании и т. д.

## В культуре
В британском сериале «Мистер Бин» во 2-м эпизоде «Возвращение мистера Бина» главный герой посещает ресторан, и ему подают тартар. Поняв, что это не то, чего он ожидал, он пробует различные способы, чтобы избавиться от блюда и не есть его, но в виде извинения от ресторана, в финале эпизода ему снова подают стейк-тартар.